# Dorippidae
Dorippidae là một họ cua nhỏ. Họ này chứa các chi sau (các chi đã tuyệt chủng được đánh dấu "†"):
- †Archaeocypoda Secretan, 1975
- †Bartethusa Quayle & Collins, 1981
- Dorippe Weber, 1795
- Dorippoides Serène & Romimohtarto, 1969
- †Eodorippe Glaessner, 1980
- Heikeopsis Ng, Guinot & Davie, 2008
- †Hillius Bishop, 1983b
- Medorippe Manning & Holthuis, 1981
- Neodorippe Serène & Romimohtarto, 1969
- Nobilum Serène & Romimohtarto, 1969
- Paradorippe Serène & Romimohtarto, 1969
- Philippidorippe H. Chen, 1986
- Phyllodorippe Manning & Holthuis, 1981
- †Sodakus Bishop, 1978
- †Telamonocarcinus Larghi, 2004
- †Tepexicarcinus Feldmann, Vega, Applegate & Bishop, 1998
- †Titanodorippe Blow & Manning, 1996